# Pistola Zamorana
La Zamorana es una pistola semiautomática venezolana fabricado por la Compañía Anónima Venezolana de Industrias Militares (CAVIM), siendo a su vez una patente de la República Checa, basada en la pistola CZ G-2000 de Moravia Arms. El arma es nombrada "Zamorana" en honor a Ezequiel Zamora, líder campesino de la Guerra Federal venezolana y figura medular en la
filosofía personal del presidente Hugo Chávez. Todas sus piezas, como el cañón, corredera y otras, son fabricadas por CAVIM, a excepción del cargador, el cual es fabricado por dos empresas privadas venezolanas.
CAVIM también tiene en sus manos el proyecto del Revólver RRR y el Revólver Miranda.

## Diseño
Entre los materiales empleados para su fabricación se encuentran polímeros de alto impacto y aceros especiales. Esta arma de fuego cuenta con un mecanismo de doble acción, por lo que su diseño parece estar dirigido a satisfacer las necesidades policiales. El arma se compone de 50 piezas, es fácil de armar y desarmar, precisamente en condiciones extremas de campaña. Es de fácil mantenimiento y el poco peso que tiene, permite portarla siempre. Tiene una altura máxima de 188 mm y un grosor máximo de 28 mm. En cuanto a los mecanismos de puntería, la Zamorana posee un alza fija con alineación graduada y punto de mira visible para disparos nocturnos. Para la seguridad, esta cuenta con un mecanismo compuesto por una palanca que permite accionar el martillo con munición en la recámara, sin riesgo de disparo.
Parece ser que el problema se encuentra en la calidad de los metales utilizados. Hay que tener en cuenta que un arma no utiliza un tipo de acero único, sino que este varía dependiendo de la pieza y de su función específica. Como complemento dispone de un armazón con culata, integrada donde una vez acoplada la pistola se puede usar a modo de carabina.

## Ventajas
- Esta pistola es considerada un arma segura y de gran precisión.
- Posee un alcance efectivo de 50 metros[2] de trayectoria del proyectil después de ser percutido el cartucho, con una alta capacidad de cartuchos en el cargador.
- Fácil de manipular, portar y desarmar en condiciones extremas de campaña.
- Cuenta con un mecanismo de seguridad compuesto por una palanca que permite accionar el martillo con munición en la recámara, sin riesgo de disparo.